# Robert G. Moyle
Robert Glen Moyle (* 22. September 1970 in Bronxville, New York) ist ein US-amerikanischer Ornithologe und Evolutionsbiologe.

## Leben
Moyle ist der Sohn von John S. und Polly B. Moyle. Er wuchs in Scarsdale, New York, auf und besuchte zusammen mit seinen älteren Geschwistern, Robin und John, die Edgemont High School. 1988 schrieb er sich an der Brown University ein, wo er sich für Ökologie und Evolutionsbiologie interessierte. Nachdem er 1992 seinen Bachelor-Abschluss in Biologie gemacht hatte, war er als High-School-Coach tätig und machte seinen Abschluss an der Offiziersanwärterschule des United States Marine Corps. 1994 entschied er sich für eine Karriere in den Biowissenschaften und schrieb sich an der University of Rhode Island ein, wo er 1996 seinen Master of Science erhielt. Ab 1997 absolvierte er sein Doktorandenstudium an der Louisiana State University, wo er 2002 mit der Dissertation Molecular systematics of barbets and trogons: pantropical biogeography African speciation, and issues in phylogenetic inference unter der Leitung von Frederick H. Sheldon zum Ph.D. promoviert wurde. Von 2003 bis 2006 forschte er als Postdoc am American Museum of Natural History. Anschließend wurde er außerordentlicher Professor am Center for Global and International Studies der University of Kansas.
Moyles Forschungsinteressen umfassen die historische Biogeographie pantropischer Gruppen, Muster des Endemismus und Faktoren der Artbildung in Südostasien und im tropischen Pazifik sowie die Entwicklung biologisch-ökologischer Merkmale innerhalb tropischer Gruppen.
2009 gehörte Moyle zu den Erstbeschreibern der Unterfamilien Onychorhynchinae, Hirundineinae, Neopelminae, Pipreolinae und Todirostrinae. 2013 gehörte er zum Erstbeschreiber-Team des Kambodschaschneidervogels (Orthotomus chaktomuk). 2001 veröffentlichte er mit Frederick H. Sheldon die Monographie Ornithology of Sabah: History, Gazetteer, Annotated Checklist, and Bibliography.